# Ipswich (Engeland)
Ipswich is een city en Engels district (borough) in het shire-graafschap (non-metropolitan county OF county) Suffolk en telt 138.000 inwoners. De oppervlakte bedraagt 40 km².
Ipswich ligt aan de monding van de rivier de Orwell en is de hoofdstad van het graafschap Suffolk in East Anglia. Ipswich Town FC komt uit Ipswich.
Van de bevolking is 16,8% ouder dan 65 jaar. De werkloosheid bedraagt 3,5% van de beroepsbevolking (cijfers volkstelling 2001).

## Naam
Oorspronkelijk luidde de naam van deze plaats Gipeswic. De huidige naam is hiervan afgeleid.

## Sport
Ipswich Town FC is de betaaldvoetbalclub van Ipswich en speelt haar wedstrijden in het stadion Portman Road. De club won in 1981 de UEFA Cup.

## Geboren in Ipswich
- Thomas Wolsey (1471-1530), kardinaal en kanselier des konings
- V.S. Pritchett (1900-1997), schrijver en literatuurcriticus
- Olive Boar (1904-2018), oudste vrouw van Engeland, supereeuwelinge
- Bernie Ecclestone (1930), eigenaar Formule 1
- Jeremy Wade (1956), presentator
- Gary Bailey (1958), voetballer
- Keith Deller (1959), BDO wereldkampioen darts 1983

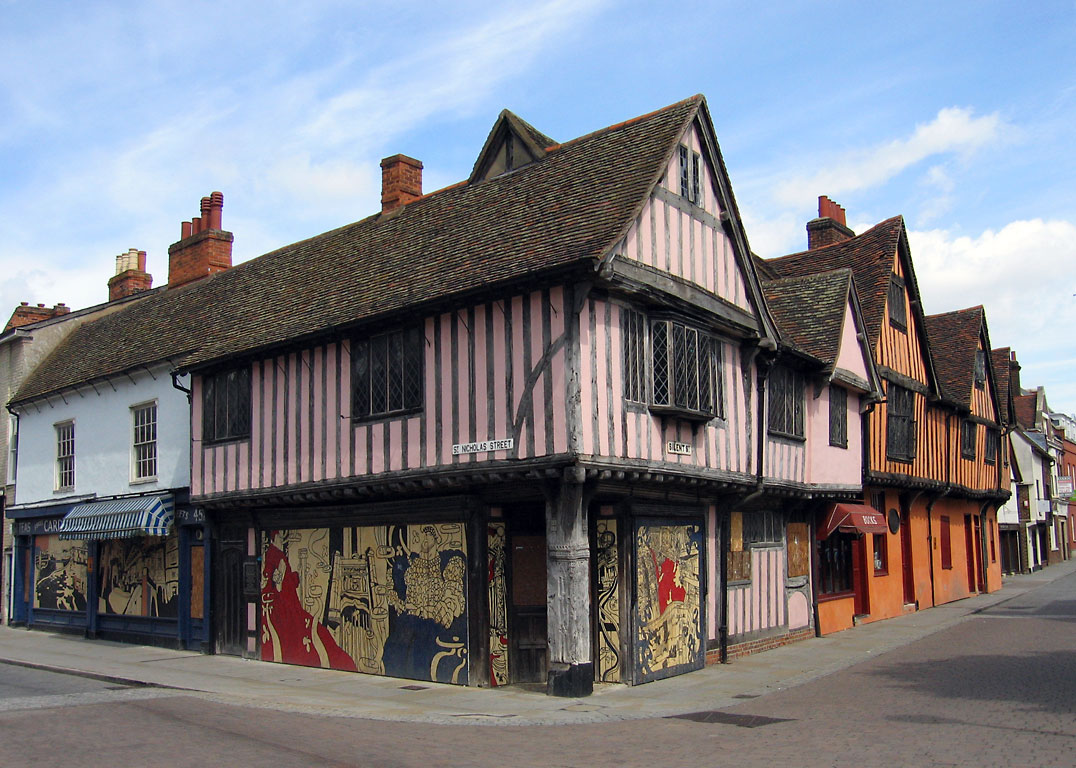
Vakwerkhuizen in St. Nicholas Street, Ipswich

- Ralph Fiennes (1962), acteur
- Mervyn King (1966), darter
- Ruel Fox (1968), voetballer
- Richard Wright (1977), voetballer
- Kieron Dyer (1978), voetballer
- Jenny Platt (1979), actrice
- Sam Claflin (1986), acteur